# Saumarez Park
Saumarez Park är en park i kronbesittningen Guernsey. Den ligger i den centrala delen av landet. Den ligger på ön Guernsey.
Terrängen runt Saumarez Park är platt. I omgivningarna runt Saumarez Park förekommer i huvudsak jordbruksmark.